# 任天堂のコントローラ一覧
任天堂のコントローラ一覧（にんてんどうのコントローラいちらん）は、任天堂のゲーム機向けに発売されたゲームコントローラの一覧である。

## カラーテレビゲーム15

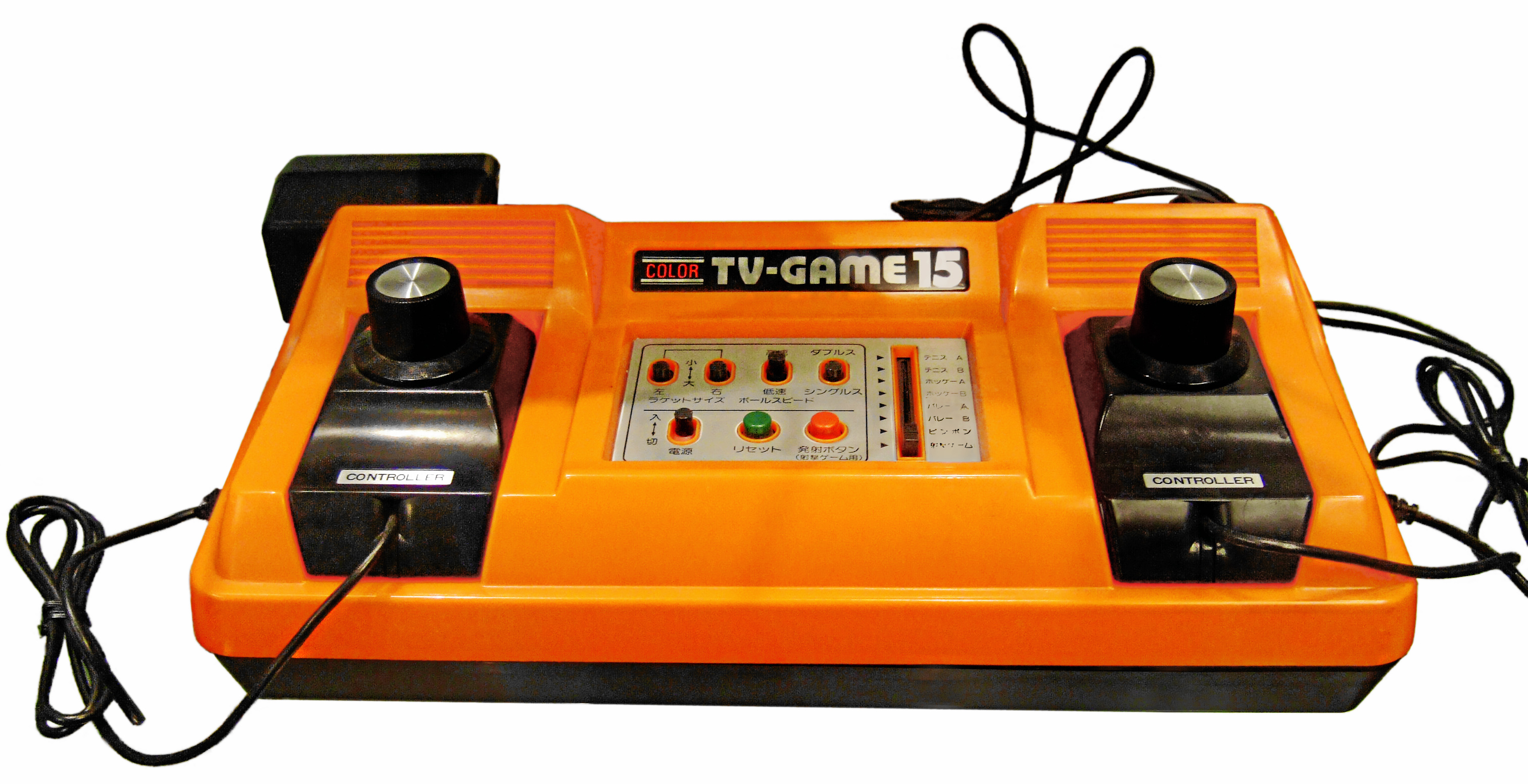
カラーテレビゲーム15の本体

カラーテレビゲーム15は、任天堂が初めてコントローラを搭載したシステムである。このコントローラはゲーム機にケーブルで接続された2つのパドルの形で提供された。これらのパドルにはシンプルなダイヤルが備わっており、システムに内蔵されたゲームライブラリで画面上のパドルを操作するために使用された。

## ファミリーコンピュータ

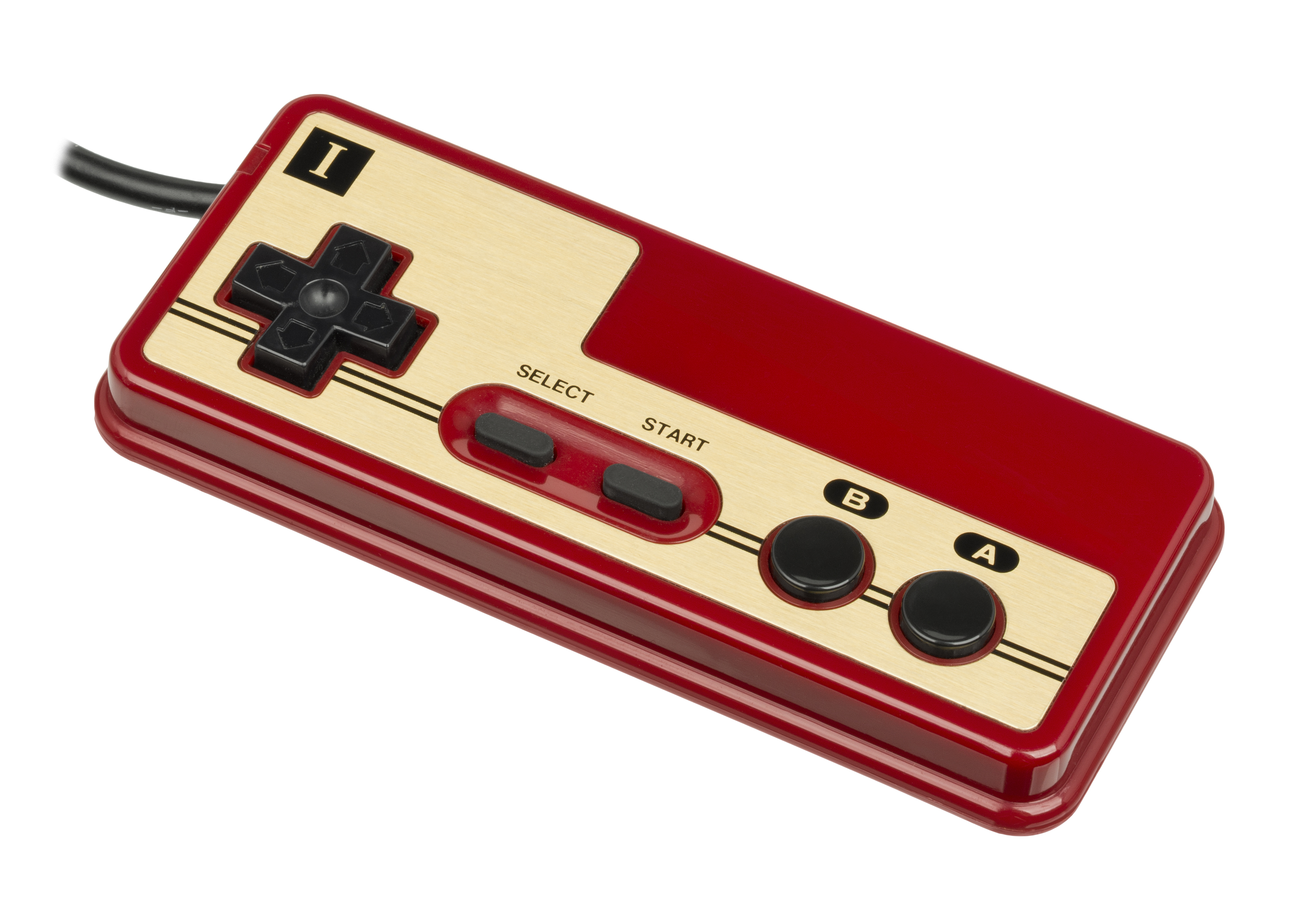
「STARTボタン」と「SELECTボタン」があるファミリーコンピュータのコントローラI

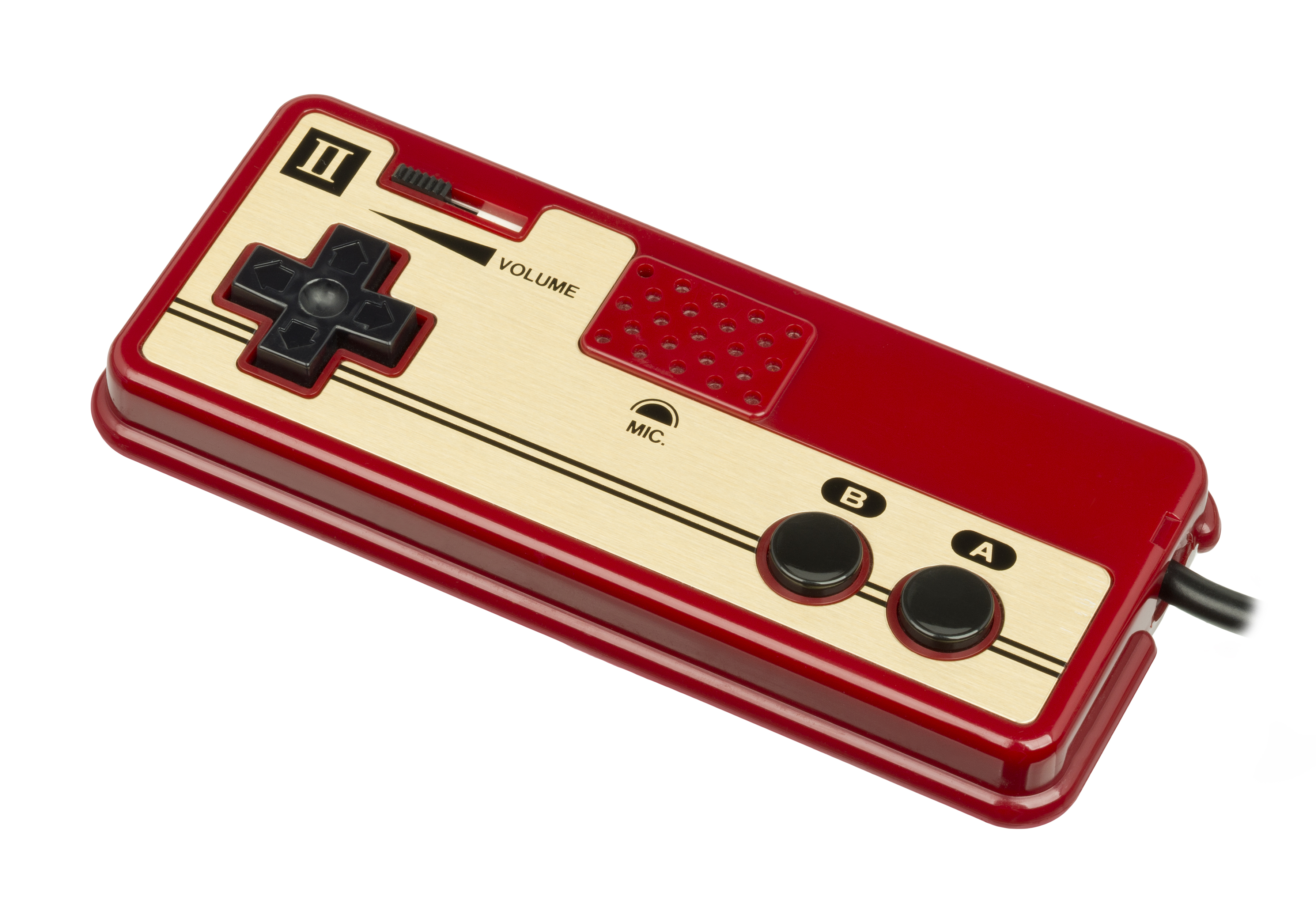
マイク機能が搭載されているファミリーコンピュータのコントローラーII

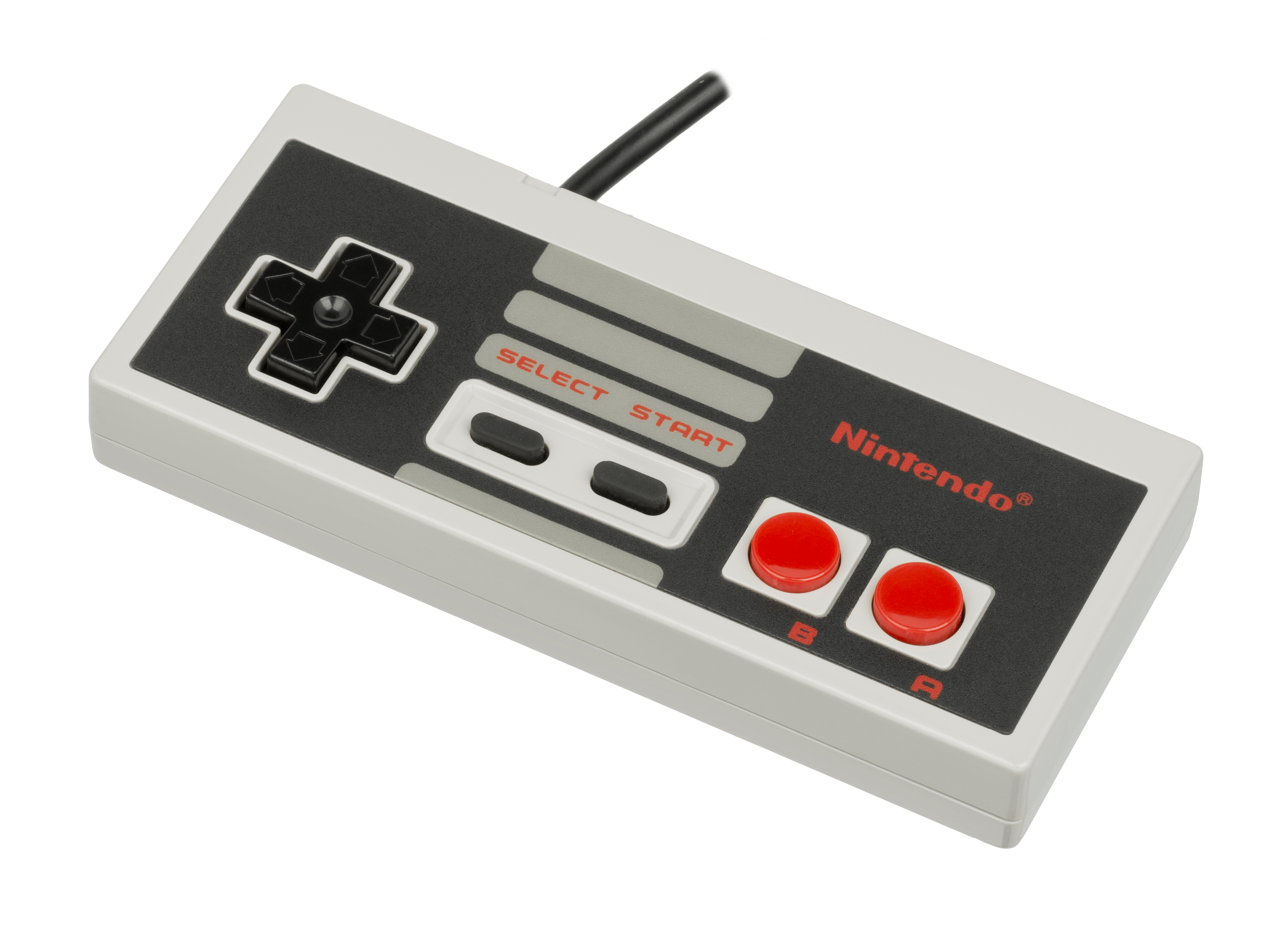
欧米版のNintendo Entertainment System（NES）のコントローラ

ファミリーコンピュータのコントローラは、細長いレンガのようなデザインで、シンプルな4つのボタン配置を持つ。2つの丸いボタンには「A」と「B」と記されており、「STARTボタン」と「SELECTボタン」も含まれている。さらに、このコントローラは十字型のジョイパッドを採用しており、これによって従来のゲーム機コントローラで使用されていた大きなジョイスティックを置き換えることが目的であった。また、ファミリーコンピュータのコントローラは取り外し可能であり、本体正面にはカスタム7ピンポートが2つ備えられている。

## スーパーファミコン

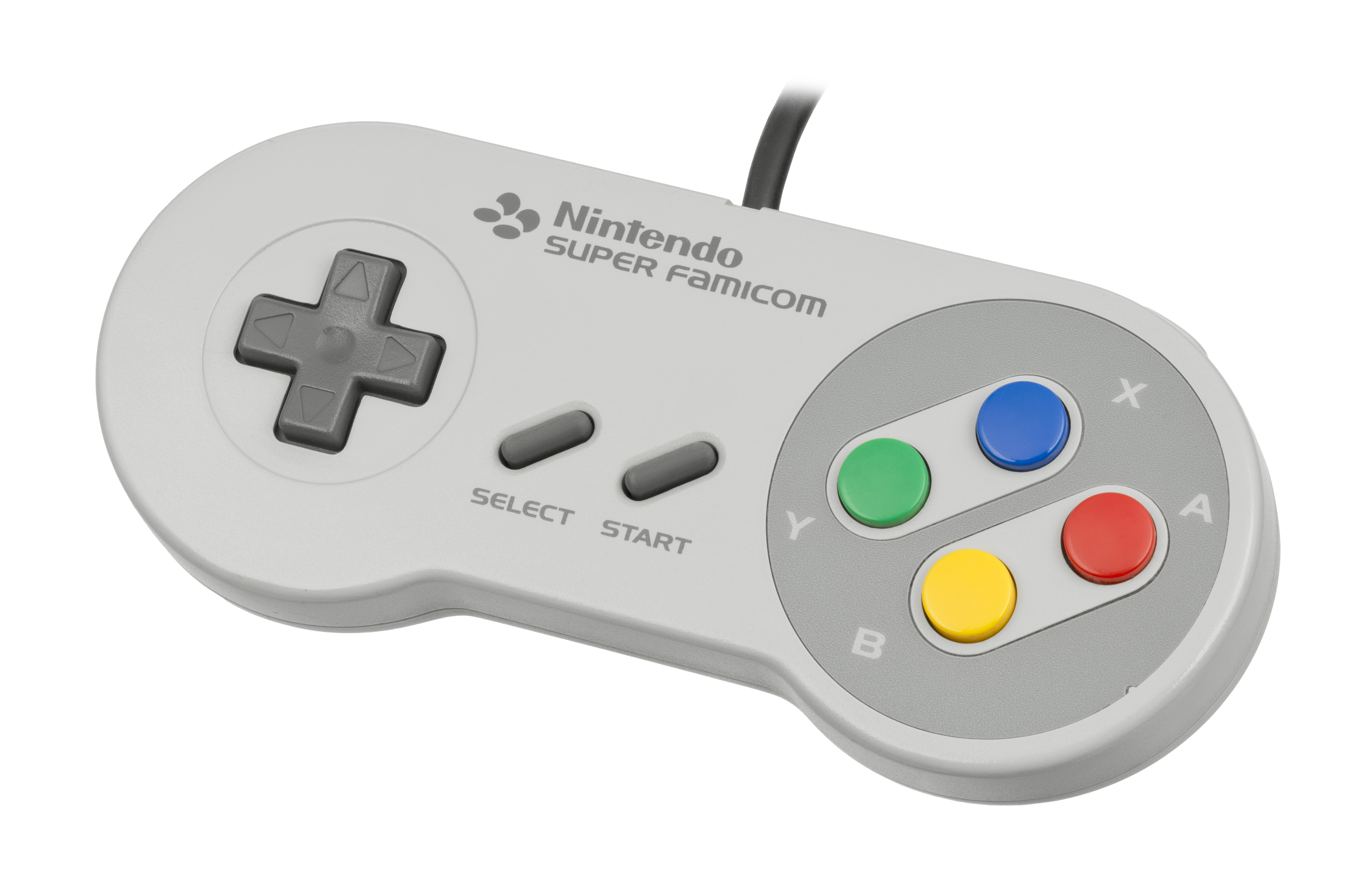
スーパーファミコンのコントローラ

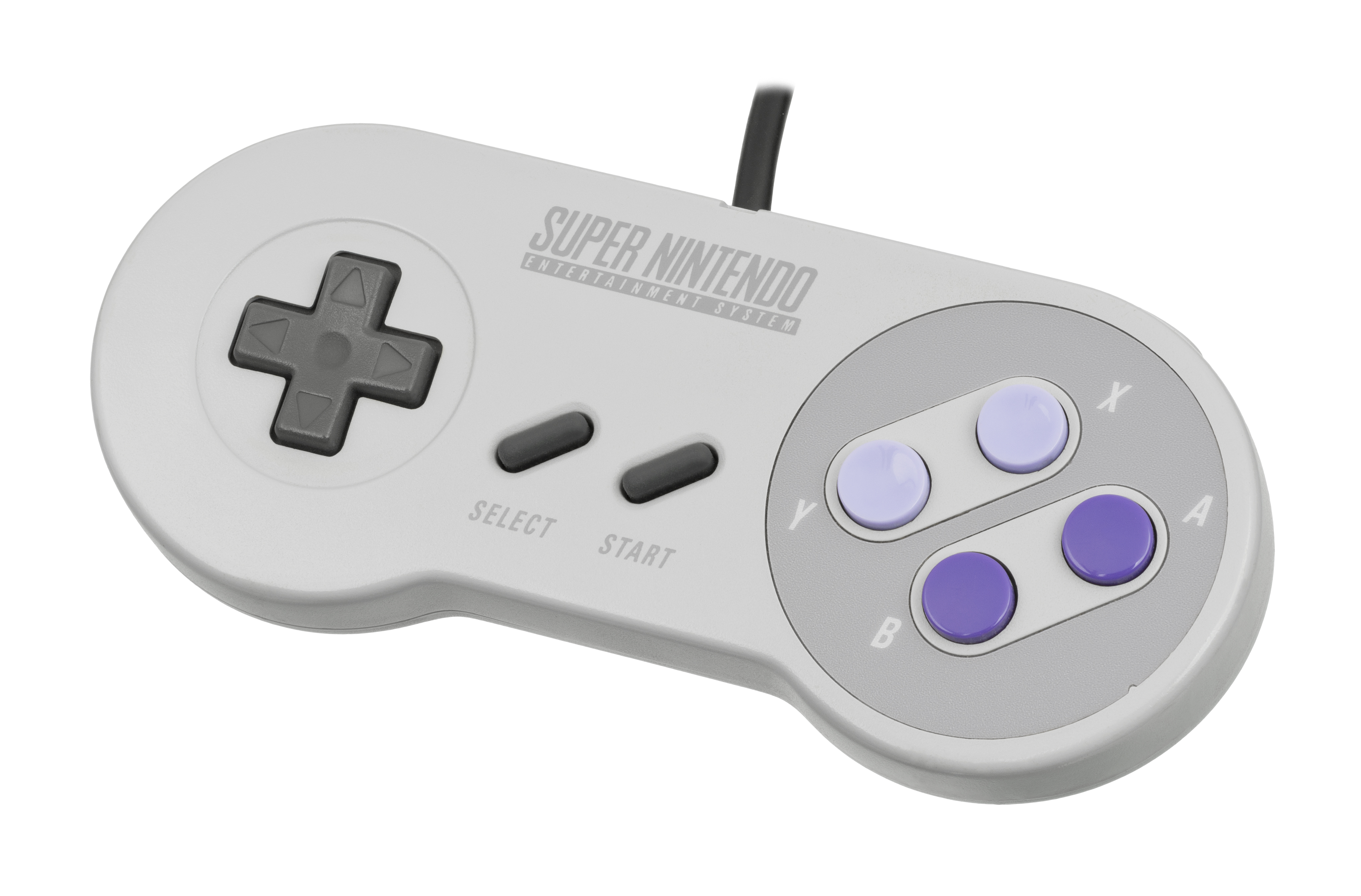
北米版のSuper Nintendo Entertainment System（SNES）のコントローラ

スーパーファミコンのコントローラは、追加のフェイスボタン「X」と「Y」を導入している。右側の4つのフェイスボタンはダイヤモンド型に配置されている。また、2つのショルダーボタンが追加されており、ファミリーコンピュータのコントローラに比べてより快適なデザインである。このコントローラはランス・バーによって設計された。日本版およびPAL地域版では、4つのアクションボタンの色がシステムのロゴに反映されている。北米版のボタン配色は次の通りである:「X」と「Yボタン」はラベンダー色で凹面のフェイス、「A」と「Bボタン」は紫色で凸面のフェイスを持つ。スーパーファミコンのコントローラは、後のいくつかのゲーム機にも影響を与えた。例えば、PlayStation、ドリームキャスト、Xbox、およびWiiのクラシックコントローラなどである。

## バーチャルボーイ

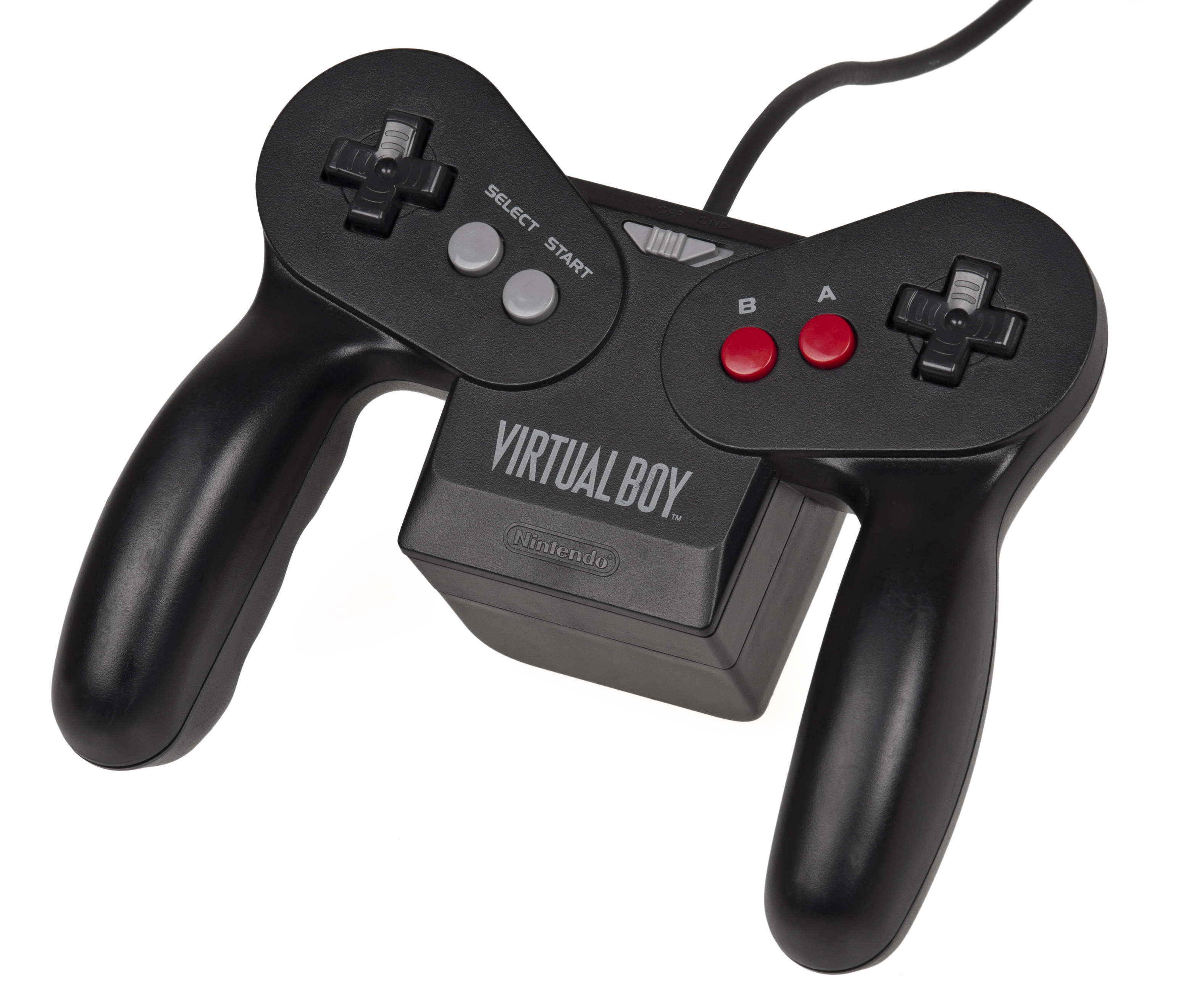
バッテリーパック付きバーチャルボーイのコントローラ

バーチャルボーイのコントローラには、セレクト、スタート、B、Aの4つの表面ボタンが搭載されている。フェイス部分には、3D空間でゲームを操作するためのデュアル方向パッドが含まれている。また、コントローラのグリップ背面には2つの小型ショルダーボタンが配置されており、システムの電源ボタンはコントローラの中央に配置されている。バーチャルボーイのシステムは、コントローラに搭載されたバッテリーパック内の単三電池6本で駆動されるか、またはコントローラの背面に接続されたACアダプターで駆動される。さらに、ACアダプターに使用される電源ケーブルは、スーパーファミコンの電源ケーブルおよび電源ユニットと同じものである。バーチャルボーイのコントローラは任天堂の他のコントローラとは大きく異なるデザインであるが、方向パッドはゲームボーイの方向パッドに類似しており、より大きく内側に急な傾斜が付けられている。バーチャルボーイはシングルプレイヤー用に設計されているため、ゲーム機の底部にコントローラポートが1つしか存在しない。この単一ポートのため、バーチャルボーイは各ユニットに1つのコントローラのみ付属して販売された。

## NINTENDO 64

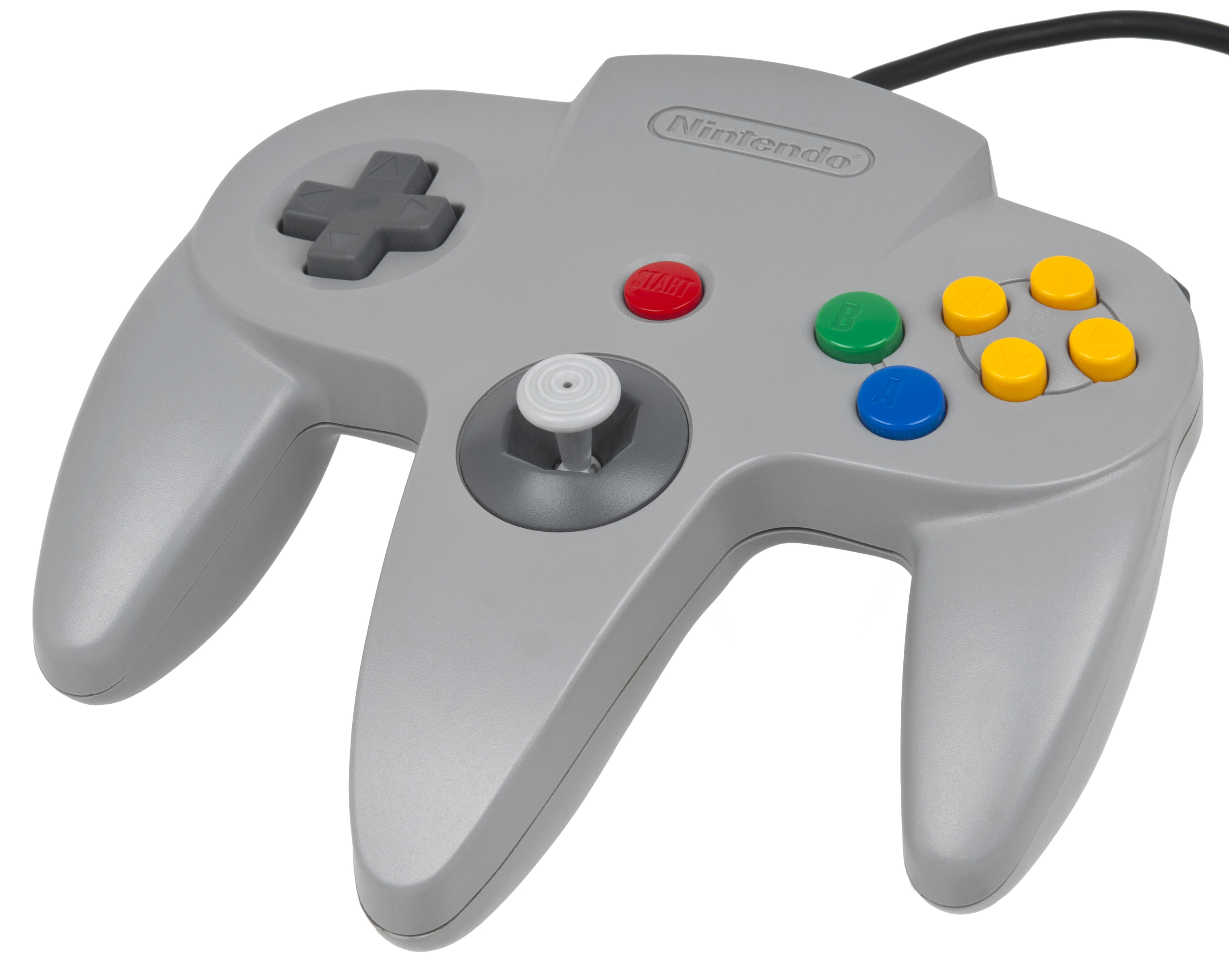
グレーのNINTENDO 64 コントローラ

NINTENDO 64 コントローラは、任天堂の第5世代コントローラであり、10個のボタン、アナログコントロールスティック、方向パッドを搭載している。このコントローラは「M」の形状をしており、3つの異なる持ち方に対応している。まず、左右の外側のグリップを持つことで、方向パッド、右手側の表面ボタン、「L」および「Rショルダーボタン」を使用することができるが、「Zトリガー」やアナログスティックは使用できない。次に中央と右側のグリップを持つことで、アナログスティック、右手側のボタン、「Rショルダーボタン」、および背面の「Zトリガー」を使用することができるが、「Lショルダーボタン」や方向パッドは使用できない。最後に中央と左側のグリップを持つことで、方向パッド、Lショルダー、アナログスティック、「Zボタン」の組み合わせを使用することができるが、「Rショルダーボタン」や右手側のボタンは使用できない。
このデザインは汎用性はあるものの、プレイヤーがどの持ち方でも全てのボタンに手が届かないため、物議を醸している。全てのボタンにアクセスするには、プレイヤーが手の位置を切り替える必要がある。さらに、コントローラには上部に4つの「Cボタン」があり、NINTENDO 64の三次元環境でカメラを操作するために設計された。しかし、コントローラには他に3つしか表面ボタンがないため、Cボタンはしばしば代替的な機能に割り当てられることがあった。通常、グレーであったが、青色や透けて見える赤色など、さまざまな色も展開されている。

## ニンテンドー ゲームキューブ

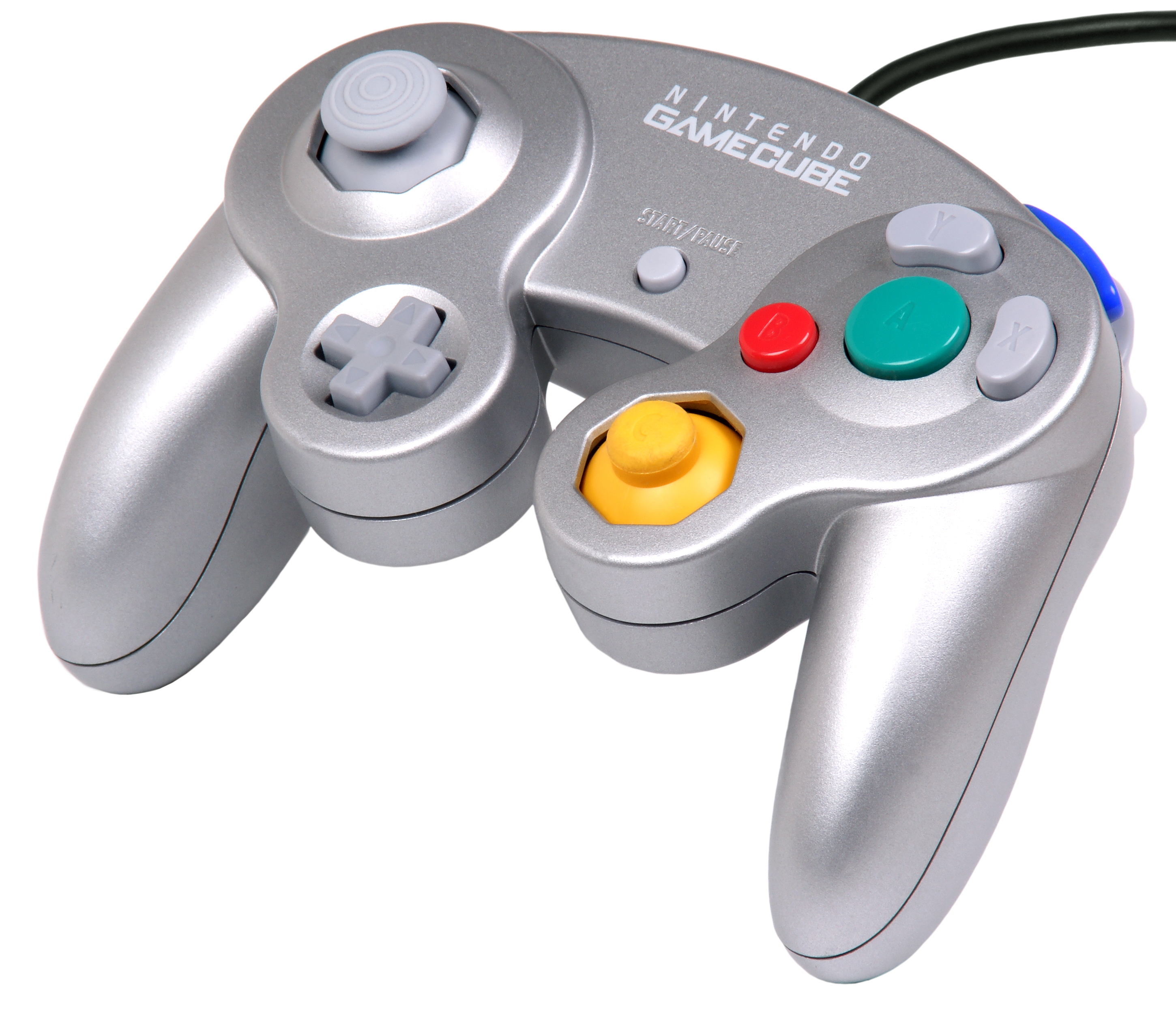
シルバーのゲームキューブ コントローラ

ニンテンドー ゲームキューブ コントローラは、任天堂の第6世代コントローラであり、2001年にニンテンドー ゲームキューブと共に発売された。標準的なゲームキューブ コントローラはウィンググリップのデザインを採用しており、合計で6つのデジタルボタン、2つのアナログスティック、方向パッド、そして2つのハイブリッドアナログトリガー/デジタルボタンを備えている。
主なアナログスティックは左側にあり、その下に方向パッドが配置されている。4つの主要なフェイスボタンはコントローラの右側に位置している。フェイスボタンには、中央に大きな緑色の「Aボタン」、左下に位置する小さい赤色の「Bボタン」、そして「Aボタン」の右と上に腎臓型の「Xボタン」と「Yボタン」がそれぞれ配置されている。また、主要なフェイスボタンの下には黄色の「Cスティック」がある。中央にはスタート/ポーズボタンが配置されている。コントローラのショルダー部分には、「L」と「R」と刻まれた2つのアナログトリガー、そして「Rトリガー」の上部に「Zボタン」がある。
標準的なゲームキューブ コントローラは、内蔵された振動モーターによって触覚フィードバックを提供しており、NINTENDO 64 コントローラのように別売りの振動パックを使用する必要はない。
さらに、WaveBird ワイヤレスコントローラやDK Bongosのセットも存在する。

## Wii

### Wiiリモコン

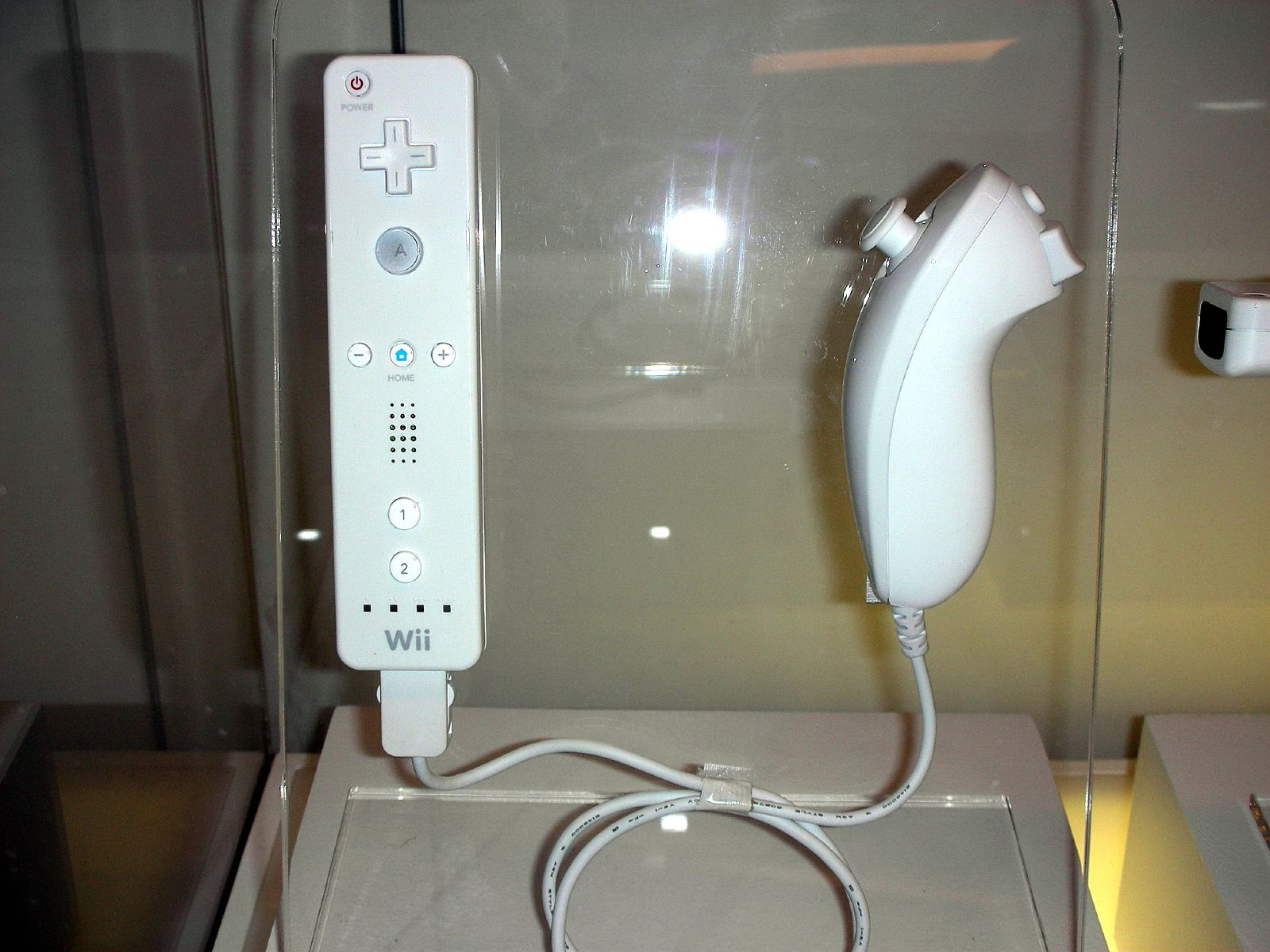
WiiリモコンとWiiヌンチャク

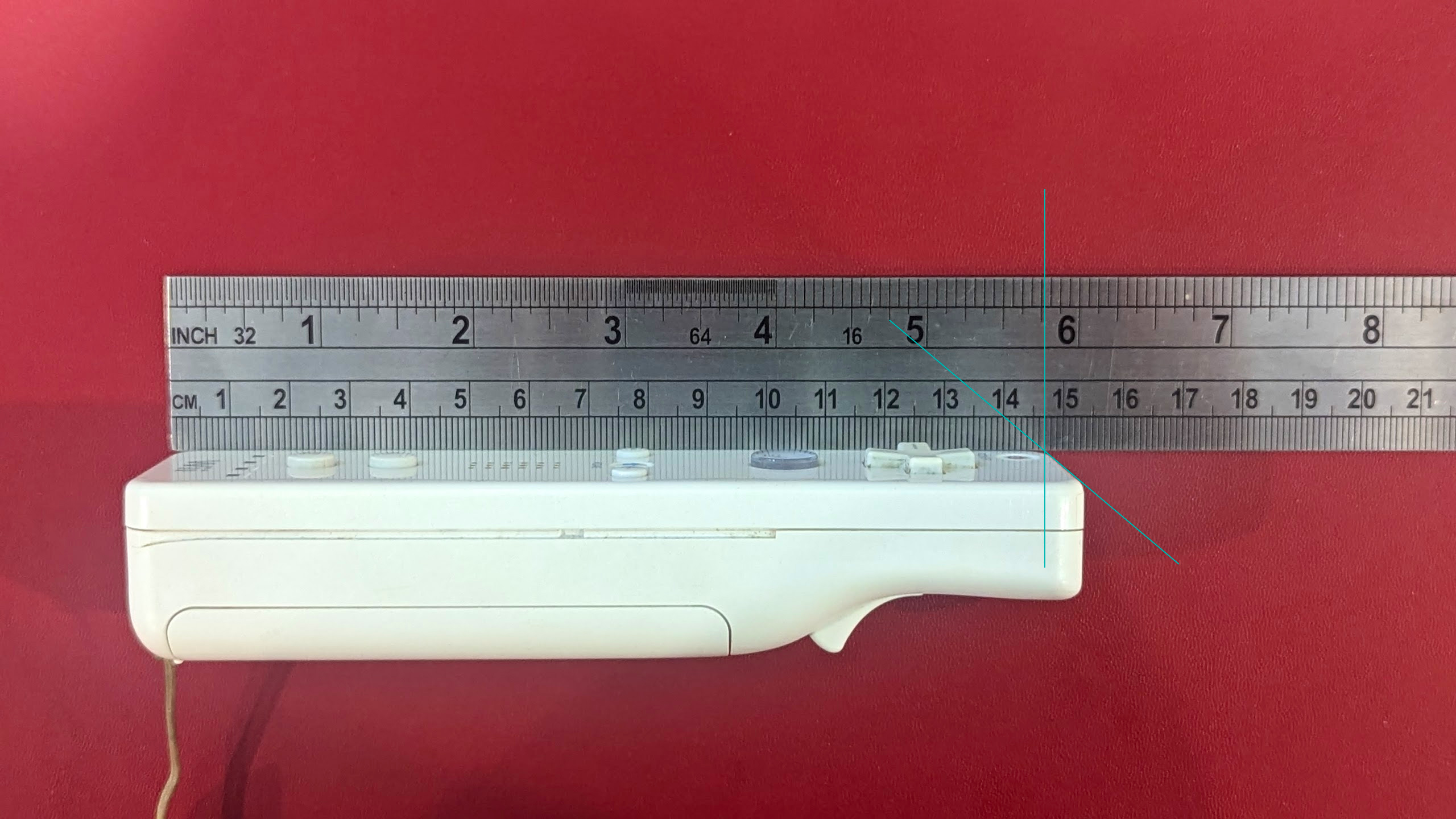
Wiiリモコンの長さ: 148 mm

Wiiリモコンは、任天堂が家庭用ゲーム機のWii向けに製造したリモコン型のゲームコントローラである。従来のゲームパッド型コントローラを廃止し、片手で操作可能なリモコンベースのデザインを採用している。このデザインは、モーション操作をより直感的にするために採用されており、リモコン型のデザインがポインティングに最適であるとされた。また、このデザインは、これまでゲームに関心がなかった層にもWiiをアピールすることを目的としている。Wiiリモコンの本体サイズは長さ5.82 in (148 mm)、幅36.2 mm (1.43 in)、厚さ30.8 mm (1.21 in)である。コントローラは短距離Bluetooth無線通信を使用して本体と接続し、最大4つのコントローラを10メートル以内で動作させることが可能である。ただし、ポインター機能を利用するには、Wiiリモコンをセンサーバーから5メートル以内で使用する必要がある。このコントローラは左右どちらの手でも利用可能な対称デザインである。また、Wiiリモコンを水平に持てば、ファミリーコンピュータ コントローラやハンドルとして使用することもできる。
Wiiリモコンの前面には大きな「Aボタン」があり、背面にはトリガーのように曲線を描いた「Bボタン」がある。「Aボタン」の下にはプラス（+）とマイナス（−）ボタンがあり、リモコンの下部には「1」と「2」のボタンが配置されている。プラスとマイナスボタンの間には小さな「HOMEボタン」があり、家のシンボルのようなデザインとなっている。また、プレイヤー番号を示す青いLEDがあり、小さな点字に似た突起で「1」が「- 」、「2」が「- - 」、「3」が「- - - 」、「4」が「- - - - 」と表現されている。
青いLEDはリモコンのバッテリー残量も表示する。ゲームで使用されていない状態で電源ボタン以外を押すと、四つの青いLEDのうち点灯する数でバッテリー残量が示される。LEDが4つ点灯すると満充電に近い状態、3つ点灯で75%、2つ点灯で50%、1つ点灯で25%以下を示す。
Wiiリモコンの底部には拡張ポートがあり、さまざまな機能拡張アタッチメントを接続できる。最も一般的なアタッチメントはWiiヌンチャクとクラシックコントローラである。ヌンチャクは1-1.2メートルのケーブルでWiiリモコンに接続され、アナログスティック（ゲームキューブコントローラに似たデザイン）と楕円形の「Cボタン」、長方形の「Zボタン」を搭載している。ヌンチャクはメインコントローラと連動して使用されることが多く、マリオカートWiiなどのゲームで利用されている。クラシックコントローラは拡張ポートに接続し、基本的なスーパーファミコンコントローラのデザインを再現している。主にバーチャルコンソール用に設計されているが、多くのWiiゲームでも使用可能である。

### クラシックコントローラ

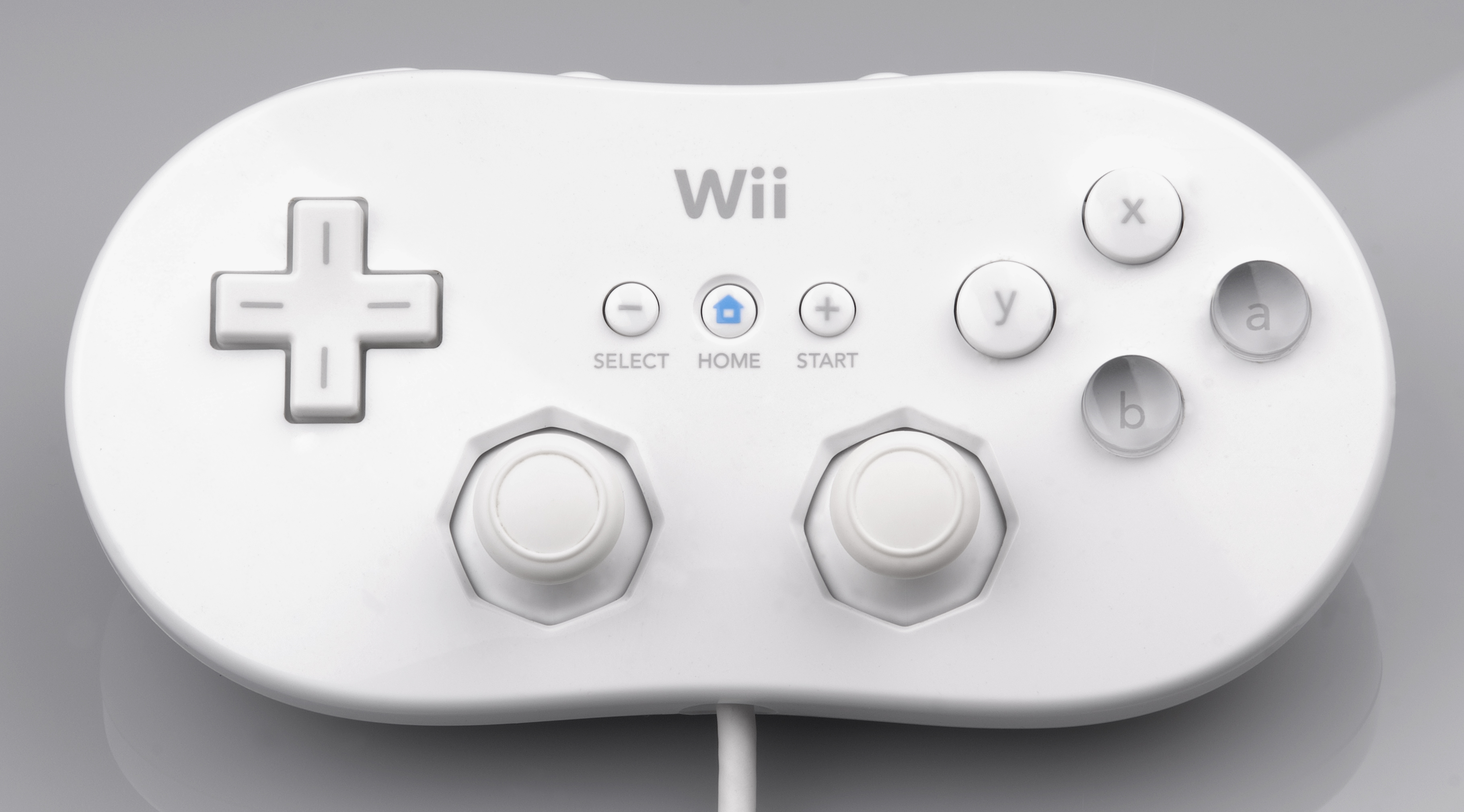
クラシックコントローラ

クラシックコントローラは、任天堂が家庭用ゲーム機のWii向けに製造したゲームコントローラである。後にWii Uとの一部互換性を持つようになったが、最終的にはWii U PROコントローラーによって後継された。2014年4月、任天堂はクラシックコントローラおよびクラシックコントローラ PROの生産を終了した。
クラシックコントローラはニンテンドークラシックミニ ファミリーコンピュータやニンテンドークラシックミニ スーパーファミコンとも互換性がある。

## Wii U

### GamePad

Wii U GamePad

Wii U GamePadは、任天堂の第8世代ビデオゲーム機の標準的なゲームコントローラである。タブレットコンピュータの特徴を取り入れるとともに、ボタン、デュアルアナログスティック、方向パッドなどの従来の入力方法も搭載している。また、タッチスクリーンとモーションコントロール機能も備えている。タッチスクリーンは、セカンドスクリーン機能や、ゲームにおける非対称的な視点を提供するために使用できる。また、テレビ画面を使用せず、ゲームパッドの画面だけでゲームをプレイすることも可能である。逆に、テレビリモコンとしての使用など、非ゲーム用途にも割り当てることができる。

### PROコントローラー

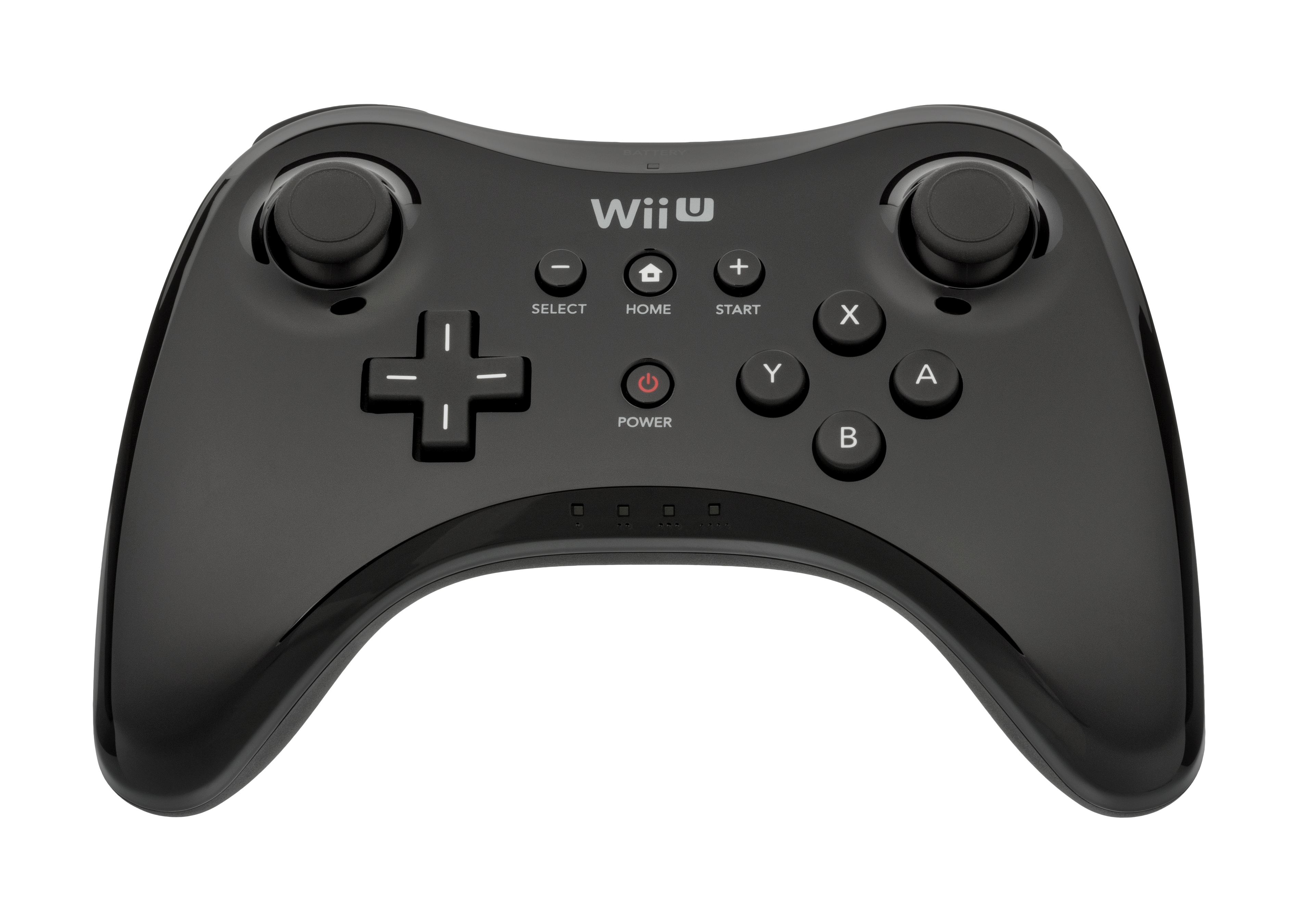
Wii U PROコントローラー

Wii U PROコントローラーは、任天堂がWii U向けに製造したゲームコントローラである。黒と白の2色で展開されている。このコントローラはWiiのクラシックコントローラの後継機であり、同じボタン構成に加えて電源ボタンや押し込み可能なアナログスティックが追加されている。Wii Uの発売から1年後の2013年、ハッキングサイトHackadayにより、Wii U PROコントローラーとWii U GamepadをPCで使用する方法が発見された。

## Nintendo Switch

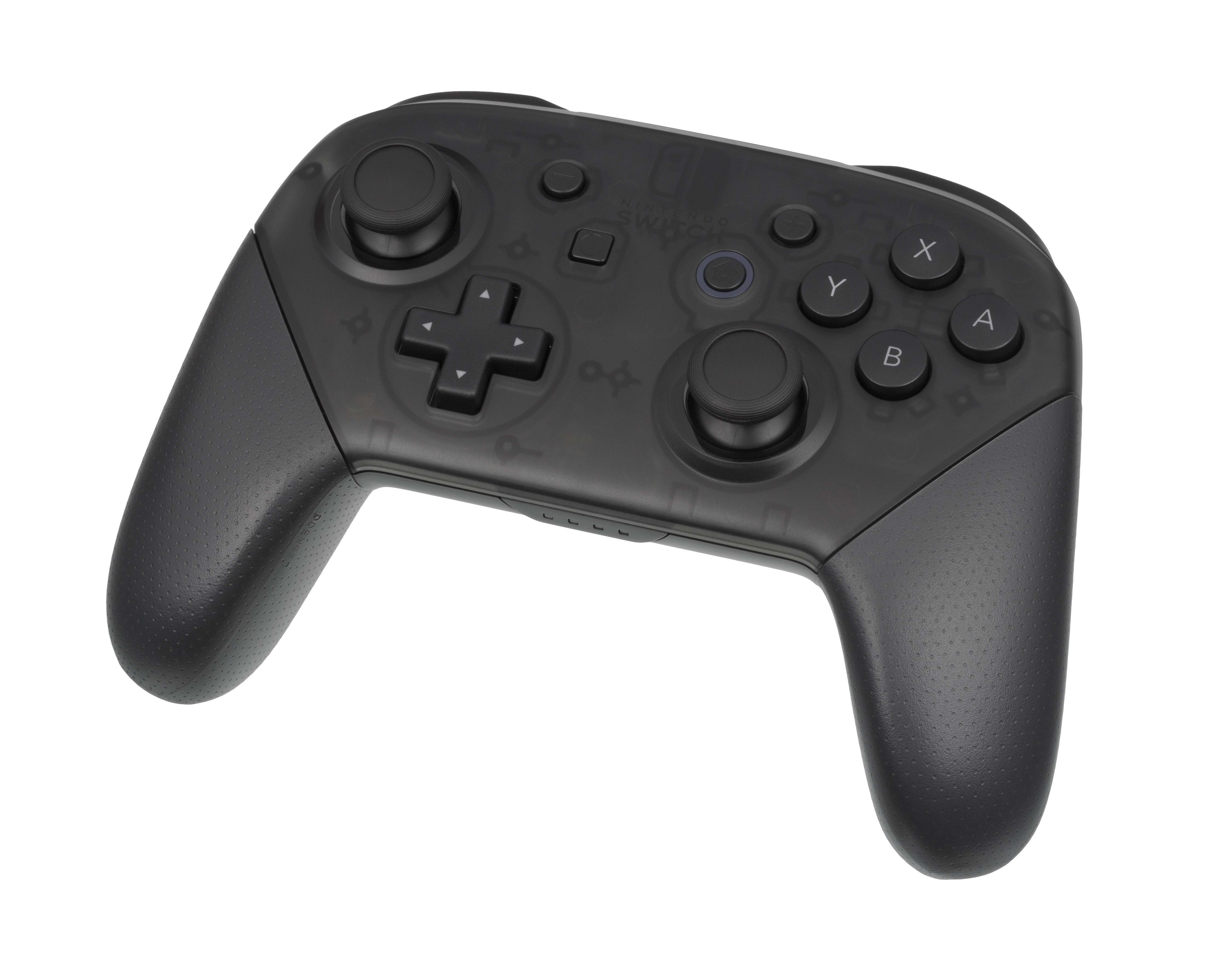
Nintendo Switch Proコントローラー

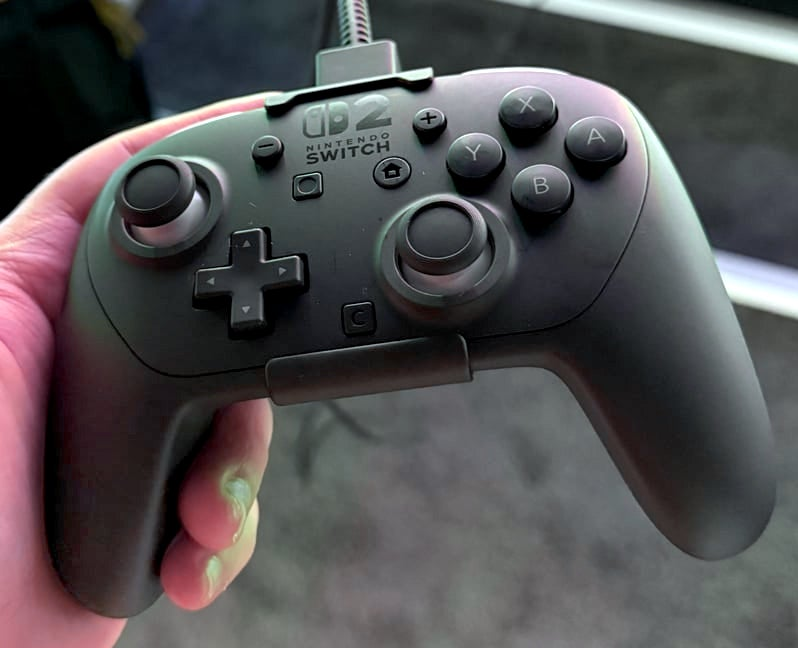
Nintendo Switch 2 Proコントローラー

Nintendo Switchで使用可能な主なコントローラには、Joy-ConやNintendo Switch Proコントローラーがある。さらに、任天堂は『ポケットモンスター Let's Go! ピカチュウ・Let's Go! イーブイ』および『ポケットモンスター ソード・シールド』向けに作られたモンスターボール Plusコントローラや、『大乱闘スマッシュブラザーズ SPECIAL』および『スーパーマリオ 3Dコレクション』向けに作られたNintendo Switch用ゲームキューブ コントローラを発売している。
また、任天堂は以前のコントローラを改良したバリエーションをNintendo Switch向けに発売しており、これらのコントローラはワイヤレス機能、Switch専用の追加ボタン、内部充電式バッテリーを備えている。これまでに発売されたものとして、ファミコン、スーパーファミコン、およびNINTENDO 64 コントローラがあり、それぞれがNintendo Switch Onlineサービスを通じて配信されるこれらのシステムのレガシータイトル用カタログと共にリリースされている。

### Joy-Con

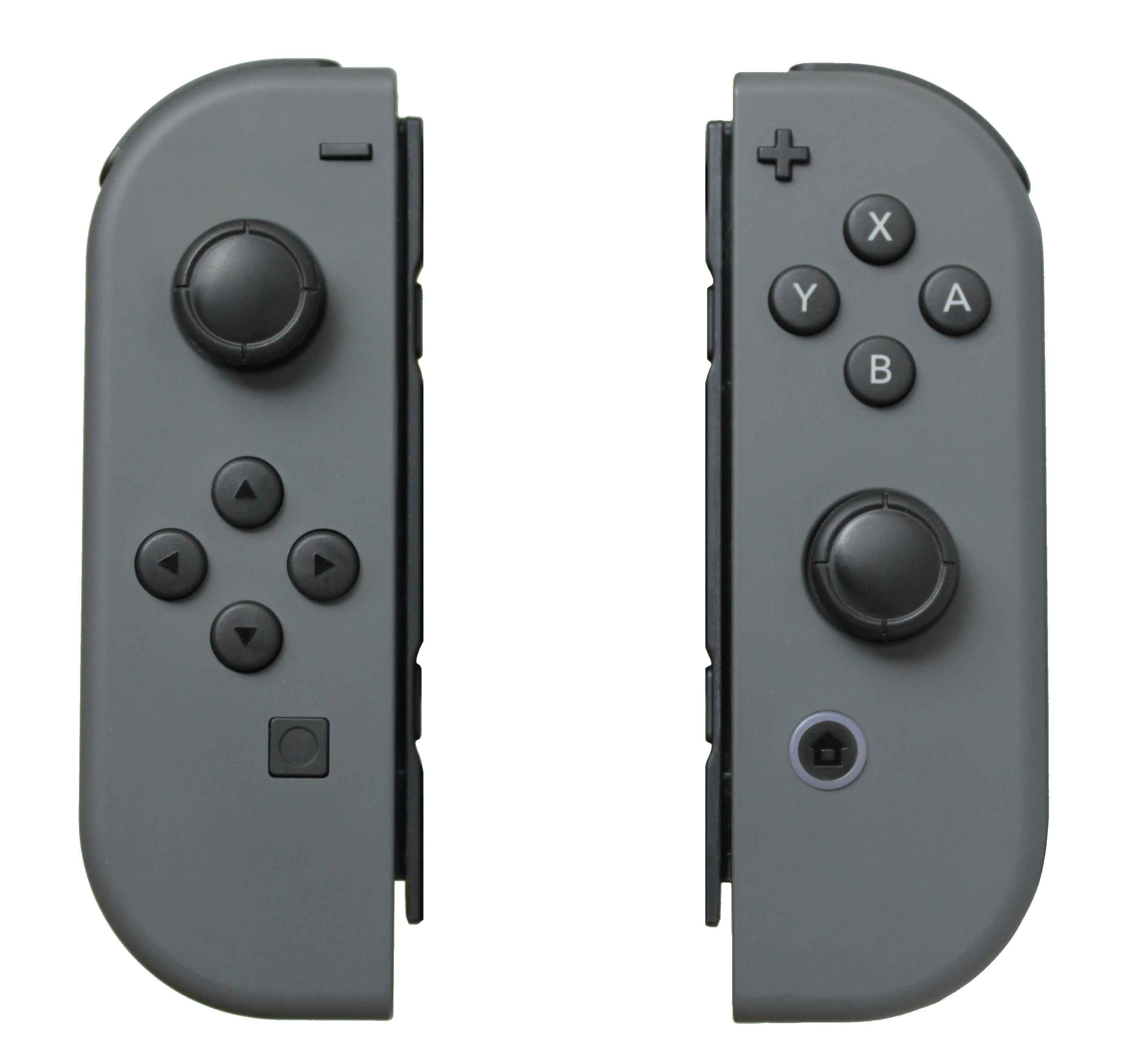
取り外された灰色のJoy-Con

Joy-Conは、Nintendo Switchの主要なゲームコントローラである。それぞれが独立したユニットで構成されており、アナログスティックと複数のボタンを備えている。Joy-Conは、Switch本体に取り付けた状態でも、取り外してワイヤレスで使用することも可能である。取り外された場合、1組のJoy-Conは1人のプレイヤーが使用するか、2人のプレイヤーに分割して個別のコントローラとして使用できる。Joy-Conを本体から取り外した際に、内側のレール部分に「SL」と「SR」の2つのショルダーボタンが露出する。特に、Joy-Conに使用されているジョイスティックの品質をめぐって論争があり、長時間使用後に特定の方向入力を認識しなくなったり、入力していない方向を認識する「Joy-Conドリフト」と呼ばれる問題が発生することが知られている。

### Proコントローラー
Nintendo Switch Proコントローラーは、Nintendo Switch向けに設計されたコントローラであり、そのデザインはWii U PROコントローラに類似している。

### モンスターボール Plus

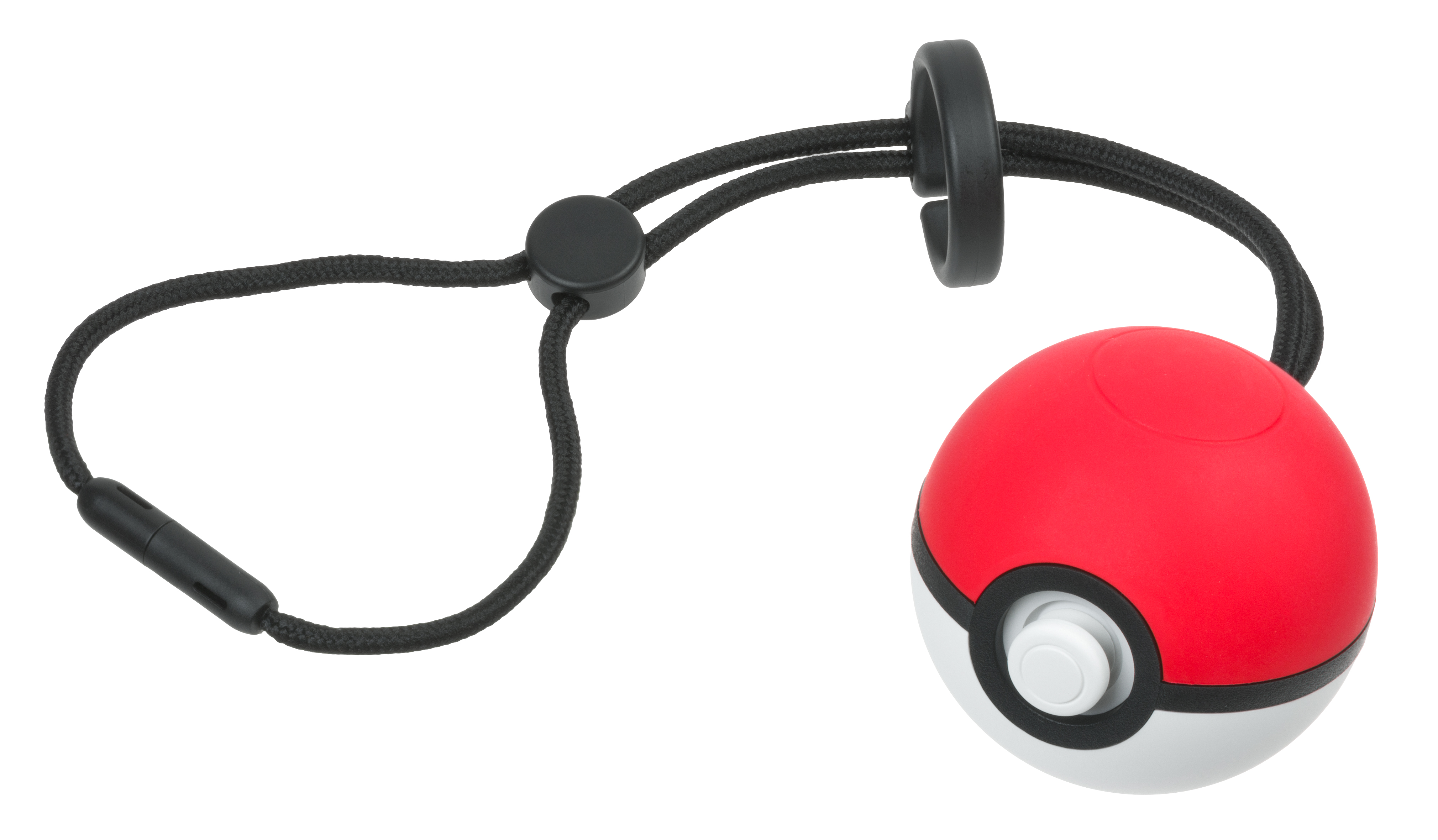
モンスターボール Plus

モンスターボール Plusは、モンスターボール型のコントローラであり、Nintendo Switchおよびスマートフォン向けアプリ『Pokémon GO』で使用できる。ポケットモンスター Let's Go! ピカチュウ・Let's Go! イーブイではJoy-Conの代わりとして使用可能で、モーション操作によりポケモンを捕まえることができる。

## Nintendo Switch 2

### Joy-Con 2

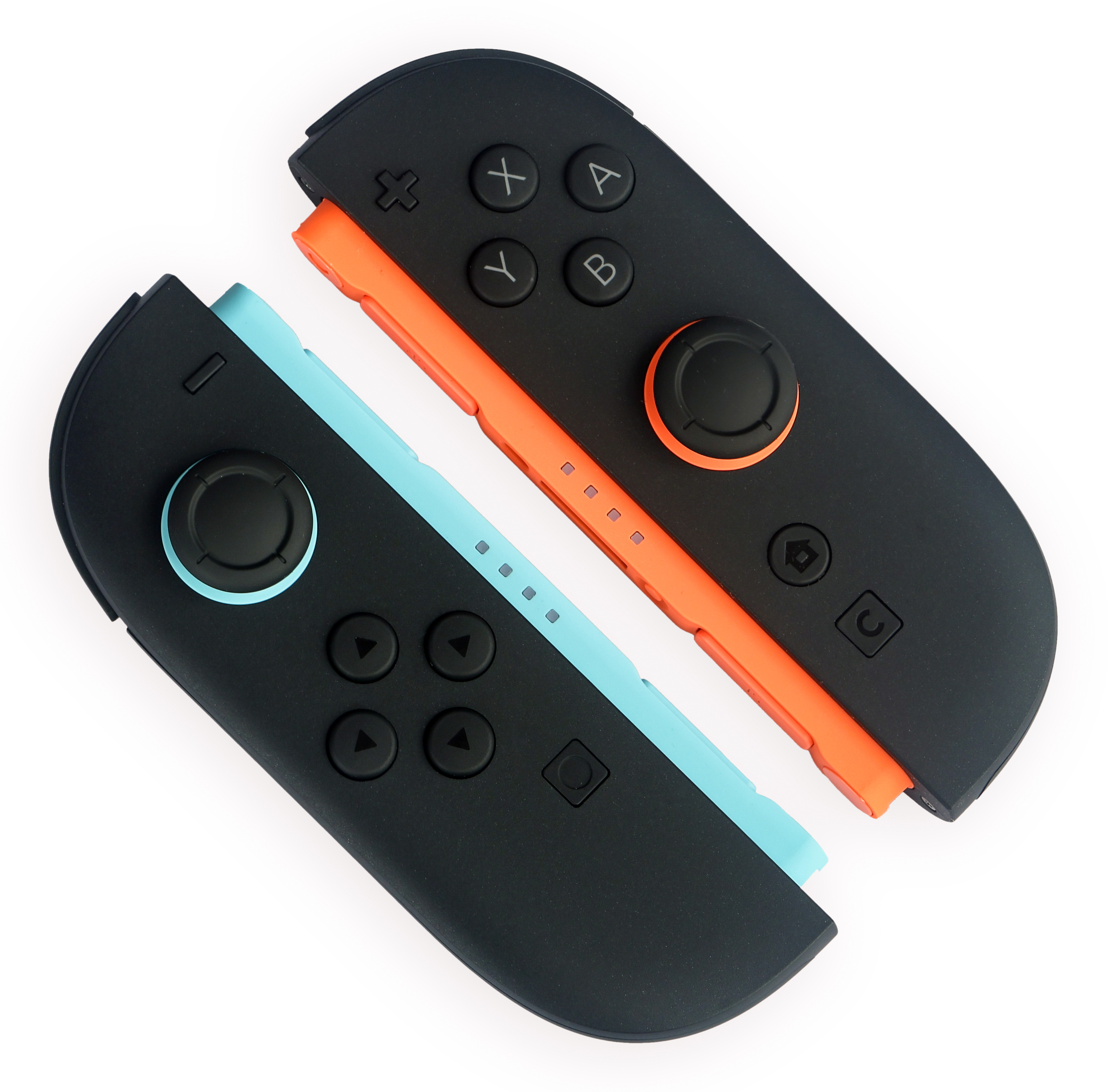
Joy-Con 2

Joy-Con 2は、Nintendo Switch 2の主要なゲームコントローラである。従来より大きくなり、装着は磁石によるスナップ式に変更された。Joy-Con 2（R）にはゲームチャット用の「Cボタン」が追加され、アナログスティックの耐久性も向上している。

### Proコントローラー
Nintendo Switch 2 Proコントローラーは、Joy-Con 2と同様にHD Rumble 2や新しいCボタンを搭載している。背面には新たにリマップ可能なGLボタンとGRボタン、底面にはオーディオジャックが追加されている。希望小売価格は9980円である。